# Trevorvano Mackey
Trevorvano Mackey (ur. 5 stycznia 1992 w Nassau) – bahamski lekkoatleta, sprinter, olimpijczyk.
Zawodnik jest wielokrotnym medalistą CARIFTA Games. W 2010 bez powodzenia startował na mistrzostwach świata juniorów w Moncton. Rok później zdobył brązowy medal w sztafecie 4 × 100 metrów podczas mistrzostw panamerykańskich juniorów. Srebrny medalista mistrzostw NACAC do lat 23 w biegu rozstawnym 4 × 100 metrów z 2012. W tym samym roku reprezentował Bahamy na igrzyskach olimpijskich w Londynie, na których odpadł w eliminacjach biegu na 200 metrów. Rok później zdobył złoto mistrzostw Ameryki Środkowej i Karaibów w sztafecie 4 × 100 metrów. Srebrny i brązowy medalista młodzieżowych mistrzostw NACAC w Kamloops (2014). Medalista mistrzostw kraju.
6 lipca 2013 bahamska sztafeta 4 × 100 metrów w składzie Adrian Griffith, Jamial Rolle, Trevorvano Mackey i Shavez Hart ustanowiła ówczesny rekord kraju na tym dystansie (38,77).

## Osiągnięcia
| Rok  | Impreza                                  | Miejsce     | Konkurencja             | Lokata     | Wynik |
| ---- | ---------------------------------------- | ----------- | ----------------------- | ---------- | ----- |
| 2010 | CARIFTA Games                            | George Town | bieg na 100 metrów      | 3. miejsce | 10,50 |
| 2010 | CARIFTA Games                            | George Town | sztafeta 4 × 100 metrów | 3. miejsce | 40,99 |
| 2010 | Mistrzostwa świata juniorów              | Moncton     | bieg na 200 metrów      | półfinał   | 21,71 |
| 2010 | Mistrzostwa świata juniorów              | Moncton     | sztafeta 4 × 100 metrów | eliminacje | 40,58 |
| 2011 | CARIFTA Games                            | Montego Bay | sztafeta 4 × 100 metrów | 3. miejsce | 40,29 |
| 2011 | Mistrzostwa panamerykańskie juniorów     | Miramar     | bieg na 200 metrów      | 8. miejsce | 21,49 |
| 2011 | Mistrzostwa panamerykańskie juniorów     | Miramar     | sztafeta 4 × 100 metrów | 3. miejsce | 40,26 |
| 2012 | Młodzieżowe mistrzostwa NACAC            | Irapuato    | bieg na 200 metrów      | 4. miejsce | 20,52 |
| 2012 | Młodzieżowe mistrzostwa NACAC            | Irapuato    | sztafeta 4 × 100 metrów | 2. miejsce | 39,65 |
| 2012 | Igrzyska olimpijskie                     | Londyn      | bieg na 200 metrów      | eliminacje | 21,28 |
| 2013 | Mistrzostwa Ameryki Środkowej i Karaibów | Morelia     | bieg na 200 metrów      | eliminacje | 21,01 |
| 2013 | Mistrzostwa Ameryki Środkowej i Karaibów | Morelia     | sztafeta 4 × 100 metrów | 1. miejsce | 38,77 |
| 2014 | Młodzieżowe mistrzostwa NACAC            | Kamloops    | bieg na 100 metrów      | 3. miejsce | 10,30 |
| 2014 | Młodzieżowe mistrzostwa NACAC            | Kamloops    | bieg na 200 metrów      | 2. miejsce | 20,46 |
| 2015 | Mistrzostwa NACAC                        | San José    | sztafeta 4 × 100 metrów | 8. miejsce | 40,33 |

## Rekordy życiowe
- Bieg na 55 metrów (hala) – 6,27 (2013)
- Bieg na 100 metrów – 10,21 (2014) / 10,10w (2013)
- Bieg na 200 metrów – 20,46 (2014)